# Vienna Insurance Group
 (mars 2021).
Si vous disposez d'ouvrages ou d'articles de référence ou si vous connaissez des sites web de qualité traitant du thème abordé ici, merci de compléter l'article en donnant les références utiles à sa vérifiabilité et en les liant à la section « Notes et références ».
Vienna Insurance Group (Wiener Versicherung Gruppe) est un groupe autrichien spécialisé dans l'assurance. L'entreprise fait partie de l'indice ATX.

## Historique
En novembre 2013, Vienna Insurance Group rachète Skandia Poland au gestionnaire de fonds Old Mutual.
Le 1er janvier 2016, Elisabeth Stadler remplace Peter Hagen à la présidence du comité exécutif de Vienna Insurance Group. En juin 2016, Vienna Insurance Group reprend 90% des parts de la BTA Baltic Insurance Company, puis acquiert les 10% restant en octobre 2020. En juillet 2016, Vienna Insurance Group signe un accord avec l'assureur français Axa pour reprendre ses activités en Serbie, puis reprend également ses activités en Roumanie le mois suivant. En 2016, Elisabeth Stadler est nommée PDG du groupe.
En novembre 2020, Aegon annonce la vente de ses activités en Hongrie, Pologne, Roumanie et Turquie à Vienna Insurance Group pour 830 millions d'euros.